# Xenophrys zhangi
Xenophrys zhangi é uma espécie de anfíbio da família Megophryidae.
Pode ser encontrado na China e possivelmente no Nepal
Os seus habitats naturais são florestas temperadas e rios.

## Fonte
- Liang, F. & Lau, M.W.N. 2004.  Xenophrys zhangi.   2006 IUCN Red List of Threatened Species.  Acedido a 23 de Julho de 2007.